# Pomo del sud

Zona on es parlava pomo

El pomo del sud és una llengua pomo del Nord de Califòrnia al llarg del riu Russian i el llac Clear. Les llengües pomo s'han agrupat amb altres de les anomenades llengües hoka. El pomo del sud és l'única entre les llengües pomo que preserva, potser, el major nombre de síl·labes heretada de la protollengua pomo.

## Parlants
Els parlants de pomo del sud mai van formar un grup polític unificat sinó que s'estenen a través d'una sèrie de pobles i parlaven dialectes lleugerament diferents. Els parlants de pomo del sud no tenien un nom per al seu idioma o per aells mateixos. Com la més meridional de les llengües pomo, els parlants de la llengua van ser els primers a patir els estralls de la invasió espanyola i, més tard, dels estatunidencs. Parlants de pomo meridional van ser utilitzats pels espanyols per a construir l'última de les missions de Califòrnia. El dany causat durant el període colonial espanyol es va veure agreujat pel control dels Estats Units a Califòrnia. Només les poblacions més septentrionals dels parlants de pomo del sud, els dialectes del Dry Creek i Cloverdale van sobreviure per ser registrats pels lingüistes quan van començar a recollir dades sobre la llengua.
Almenys quatre ranxeries modernes (terme californià per a una petita reserva índia) inclouen membres la llengua ancestral dels quals fou pomo meridional: Dry Creek, Cloverdale, Lytton i Graton. Actualment hi ha un parlant conegut, a Dry Creek, i un grapat de parlants parcials.

## Treball sobre la llengua
Una petita quantitat de dades van ser recollides pels investigadors primerencs com ara Samuel Barrett. No obstant això, una àmplia tasca no es va realitzar fins Abraham M. Halpern, en la dècada de 1940, recollint una sèrie de paraules i textos de pomo del sud com a part d'un esforç més ampli per reunir dades sobre totes les llengües pomo. Halpern va publicar un article, Southern Pomo h and ʔ and Their Reflexes, que tracta dels aspectes de fonologia del pomo del sud. Les notes inèdites de Halpern es troben actualment a la Universitat de Califòrnia a Berkeley. Robert L. Oswalt, qu iva escriure una gramàtica del relacionat kashaya (pomo del sud-oest), començà a recollir dades del pomo del sud aproximadament vint anys després del treball de camp de Halpern. Oswalt finalment va publicar un text glossat i traduït, Retribution for Mate-Stealing: A Southern Pomo Tale, a així com una sèrie d'altres articles que incloïen dades sobre els pomo del sud juntament amb dades d'altres llengües pomo. Encara que Oswalt va fer una gran quantitat de treball per a un diccionari del pomo del sud, mai s'ha completat .

## Fonètica i fonologia
El pomo del sud té un ric sistema sonor amb oclusives aspirades, no aspirades, ejective i sordes. Compta amb un total de 28 consonants (més la pseudo-consonant /ː/). El sistema vocal, en contrast, conté només cinc vocals: /i u e o a/. Tots els fonemes, consonants i vocals, poden ser llargs. L'inventari de consonants complet es presenta a continuació.

### Consonants
|           |             | Labial | Dental | Alveolar | Postalveolar | Palatal | Velar | Glotal |
| --------- | ----------- | ------ | ------ | -------- | ------------ | ------- | ----- | ------ |
| Oclusiva  | no aspirada | p      | t̪      | t        |              |         | k     | ʔ      |
| Oclusiva  | aspirada    | pʰ     | t̪ʰ     | tʰ       |              |         | kʰ    |        |
| Oclusiva  | ejectiva    | pʼ     | t̪ʼ     | tʼ       |              |         | kʼ    |        |
| Oclusiva  | Sorda       | b      |        | d        |              |         |       |        |
| Africada  | no aspirada |        |        | ts       | tʃ           |         |       |        |
| Africada  | aspirada    |        |        |          | tʃʰ          |         |       |        |
| Africada  | ejectiva    |        |        | tsʼ      | tʃʼ          |         |       |        |
| Fricativa | Fricativa   |        |        | s        | ʃ            |         |       | h      |
| Nasal     | Nasal       | m      |        | n        |              |         |       |        |
| Semivocal | Semivocal   | (w)    |        |          |              | j       | (w)   |        |
| Lateral   | Lateral     |        |        | l        |              |         |       |        |

## Esforços per revitalitzar la llengua
En 2011 la Banda d'indis pomo ranxeria Dry Creek contractà Dr. Neil Alexander Walker per desenvolupar un programa de restauració de la llengua pomo del sur (http://www.drycreekrancheria.com/doc.asp?id=701 Arxivat 2013-09-10 a Wayback Machine.), que està actiu actualment i inclou classes, una aplicació de mòbil, posar senyalització a les terres ancestrals, campaments de dia d'estiu per a joves centrats en aliments tradicional pomo, i auxiliars com cartells i llibres per pintar. A partir del 2012 es coneixien menys de tres parlants supervivents com a primera llengua, cap menor de 90 anys. Actualment hi ha un grup bàsic de parlants de diverses tribus que estan seriosament involucrats en l'aprenentatge de l'idioma.